# Saltkornlöpare
Saltkornlöpare (Amara convexiuscula) är en skalbaggsart som beskrevs av Kirby. Saltkornlöpare ingår i släktet Amara och familjen jordlöpare. Arten är reproducerande i Sverige. Inga underarter finns listade i Catalogue of Life.